# Одеса (Минесота)
Одеса (енгл. Odessa) град је у америчкој савезној држави Минесота.

## Демографија
По попису из 2010. године број становника је 135, што је 22 (19,5%) становника више него 2000. године.
| Група             | 2000.        | 2010.       |
| Белци             | 113 (100,0%) | 131 (97,0%) |
| Афроамериканци    | 0 (0,0%)     | 0 (0,0%)    |
| Азијати           | 0 (0,0%)     | 0 (0,0%)    |
| Хиспаноамериканци | 0 (0,0%)     | 4 (3,0%)    |
| Укупно            | 113          | 135         |